# Olbio Aussenzio Drauco
Flavio Olbio Aussenzio Drauco (in latino  Flavius Olbius Auxentius Draucus; fl. secondo quarto del V secolo) è stato un politico romano.
Il suo nome e la sua carriera sono attestati in un'iscrizione che commemora l'erezione di una statua dorata in suo onore per volere degli imperatori Teodosio II e Valentiniano III su proposta del Senato romano; la statua fu dunque eretta tra il 425 e il 450. L'iscrizione fu ritrovata a piazza dei Santi Apostoli, nelle fondamenta di palazzo Savorelli, e certamente proveniva dal vicino Foro di Traiano, dove erano erette le statue più importanti; è attualmente conservata ai Musei Vaticani, nel Cortile della Pigna (inv. 22647).
L'iscrizione ne attesta la discendenza da una famiglia di cui era stato membro un patricius. Dopo le consuete magistrature iniziali della carriera senatoria, questore e pretore, ricoprì la carica di vicarius urbis Romae e successivamente entrò a far parte della corte imperiale. L'ultima magistratura attestata dall'iscrizione è la praefectura urbi di Roma.
Considerazioni onomastiche lo identificano come un probabile parente di Fonteio Litorio Aussenzio. Il praefectus urbi del 441 e 445, Aussenzio, potrebbe essere da identificare con Drauco; in tal caso, l'iscrizione dovrebbe essere stata eretta tra le due prefetture, dato che non menziona la seconda.